# Оук Вали (Тексас)
Оук Вали (енгл. Oak Valley) град је у америчкој савезној држави Тексас. По попису становништва из 2010. у њему је живело 368 становника.

## Демографија
Према попису становништва из 2010. у граду је живело 368 становника, што је 33 (8,2%) становника мање него 2000. године.
| Група             | 2000.       | 2010.       |
| Белци             | 366 (91,3%) | 317 (86,1%) |
| Афроамериканци    | 7 (1,7%)    | 7 (1,9%)    |
| Азијати           | 1 (0,2%)    | 3 (0,8%)    |
| Хиспаноамериканци | 14 (3,5%)   | 44 (12,0%)  |
| Укупно            | 401         | 368         |